# Independence Bowl 2015
Match précédent Match suivant
L' Independence Bowl 2015 est un match de football américain de niveau universitaire joué après la saison régulière de 2015, le 26 décembre 2015 dans l'Independence Stadium de Shreveport en Louisiane.
Il s'agit de la 40e édition de l'Independence Bowl.
Le match a mis en présence les équipes des Golden Hurricane de Tulsa issus de l'Atlantic Coast Conference et des Hokies de Virginia Tech issus de l'American Athletic Conference.
Il a débuté à 16:55  (heure locale) et a été retransmis en télévision sur ESPN.
Sponsorisé par la société Camping World, le match fut officiellement dénommé le Camping World Independance Bowl .
Au cours de la première mi-temps, 76 points sont inscrits ce qui constitue le record actuel de points inscrits dans l'histoire des bowls universitaires.
Virginia Tech gagne le match sur le score de 55 à 52.

## Présentation du match
Le match devait normalement mettre en présence une équipe issue de l'ACC contre une équipe de la SEC. Après la saison régulière, Virginia Tech de l'ACC est choisie pour participer au bowl tandis que Tulsa est sélectionnée en remplacement d'une équipe de la conférence SEC, cette dernière n'ayant pas assez d'équipe éligible pour un bowl.
| Équipes | Conférences | Entraîneurs       | Stats. saison rég. | Classements avant le bowl CFP-AP-Coaches |
| --- | ----------- | ----------------- | ------------------ | ---------------------------------------- |
| Golden Hurricane de Tulsa                                                                                   | ACC         | Philip Montgomery | 6-6                | -                                        |
| Hokies de Virginia Tech                                                                                     | AAC         | Frank Beamer      | 6-6                | -                                        |
| Arbitre : Cooper Castleberry (MWC) Équipe donnée favorite par les bookmakers : Viginia Tech à 13½ contre 1. |             |                   |                    |                                          |

Il s'agit de la 5e rencontre entre ces deux équipes.
| Nombre de rencontre | Victoire Tulsa | Victoires V. Tech | Date dernier match | Résultat     |
| ------------------- | -------------- | ----------------- | ------------------ | ------------ |
| 4                   | 1              | 3                 | 1978               | Tulsa, 35-33 |

### Golden Hurricane de Tulsa
Il s'agit de la première apparition de Tulsa à un bowl universitaire depuis leur victoire 31 à 17 contre Iowa State lors du Liberty Bowl de 2012. C'est également le premier bowl de l'entraîneur Philip Montgomery. Les Golden Hurricane de Tulsa affichent un bilan global de 9 victoires pour 10 défaites en bowl universitaire mais un bilan partiel de 5 victoires pour 3 défaites depuis 2003. 
Avec un bilan global en saison régulière de 6 victoires et 6 défaites, Tulsa est éligible et accepte l'invitation pour participer à l'Independence Bowl de 2015.
Ils terminent 4e de la West Division de l'American Athletic Conference derrière #8 Houston, #18 Navy et Memphis, avec un bilan en division de 5 victoires et 3 défaites.
À l'issue de la saison 2015, ils n'apparaissent pas dans les classements CFP , AP et Coaches.
Il s'agit de leur 2e participation à l'Independence Bowl (défaite 24 à 27 en 1989 contre Oregon).

### Hokies de Virginia Tech
Ayant annoncé sa retraite en fin de saison, l'entraîneur principal Frank Beamer dirige pour la dernière fois ses Hokies lors de l'Independence Bowl 2015. Il a réussi à qualifier son équipe à 23 bowls consécutifs en 25 saisons disputées en FBS (avec un bilan avant le présent match de 10 victoires pour 12 défaites). Il est à signaler que l'équipe obtient son éligibilité au cours du dernier match de la saison régulière gagné contre les rivaux de Virginia grâce à une interception réussie à la dernière seconde du match.
Avec un bilan global en saison régulière de 6 victoires et 6 défaites, Virginia Tech est éligible et accepte l'invitation pour participer à l'Independence Bowl de 2015.
Ils terminent 5e de la Coastal Division de l'Atlantic Coast Conference derrière #15 North Carolina, Pittsburgh, Miami et Duke, avec un bilan en division de 4 victoires et 4 défaites.
À l'issue de la saison 2015, ils n'apparaissent pas dans les classements CFP , AP et Coaches.
Il s'agit de leur 3e participation à l'Independence Bowl.
| Années | Adversaires | Scores | Victoires - Défaites |
| ------ | ----------- | ------ | -------------------- |
| 1984   | Air Force   | 7-23   | 0 - 1                |
| 1993   | Indiana     | 45-20  | 1 - 1                |

## Résumé du match
| QT          | Temps       | Drive       | Drive       | Drive       | Équipe      | Description de l'action | Score | Score |
| QT          | Temps       | Jeux        | Yards       | TDP         | Équipe      | Description de l'action | TLS   | VT    |
| ----------- | ----------- | ----------- | ----------- | ----------- | ----------- | --- | ----- | ----- |
| 1           | 14:14       | 4           | 75          | 0:46        | TLS         | TD à la suite d'une course de 48 yards par RB D'Angelo Brewer + 1 point de conversion par kicker Redford Jones                                                                                | 7     | 0     |
| 1           | 12:53       | 3           | 63          | 1:21        | VT          | TD à la suite d'une course de 51 yards par RB Travon McMillian + 1 point de conversion par kicker Joey Slye                                                                                   | 7     | 7     |
| 1           | 11:54       | 5           | 75          | 0:59        | TLS         | TD à la suite d'une course de 2 yards par RB Zack Langer + 1 point de conversion par kicker Redford Jones                                                                                     | 14    | 7     |
| 1           | 11:42       | 1           | 75          | 0:12        | VT          | TD de 75 yards par WR Isaiah Ford à la suite d'une réception de passe de QB Michael Brewer + 1 point de conversion par kicker Joey Slye                                                       | 14    | 14    |
| 1           | 9:53        | 4           | 4           | 0:56        | VT          | FG de 27 yards par kicker Joey Slye | 14    | 17    |
| 1           | 5:28        | 8           | 76          | 2:48        | VT          | TD à la suite d'une course de 14 yards par FB Sam Rogers + 1 point de conversion par kicker Joey Slye                                                                                         | 14    | 24    |
| 1           | 2:19        | 9           | 75          | 3:09        | TLS         | TD de 9 yards par WR Bishop Louie à la suite d'une réception de passe de QB Dane Evans + 1 point de conversion par kicker Redford Jones                                                       | 21    | 24    |
| 2           | 13:09       | 10          | 75          | 4:10        | VT          | TD à la suite d'une course de 16 yards par TE Temuchin "Bucky" Hodges + 1 point de conversion par kicker Joey Slye                                                                            | 21    | 31    |
| 2           | 9:09        | 7           | 80          | 3:05        | VT          | TD à la suite d'une course de 1 yard par RB Travon McMillian + 1 point de conversion par kicker Joey Slye                                                                                     | 21    | 38    |
| 2           | 7:11        |             |             |             | VT          | TD de 67 yards par DB Greg Stroman à la suite d'un retour de punt + 1 point de conversion par kicker Joey Slye                                                                                | 21    | 45    |
| 2           | 2:26        | 12          | 65          | 4:45        | TLS         | FG de 29 yards par kicker Redford Jones | 24    | 45    |
| 2           | 0:20        | 6           | 64          | 0:45        | TLS         | TD à la suite d'une course de 10 yards par RB D'Angelo Brewer + 1 point de conversion par kicker Redford Jones                                                                                | 31    | 45    |
| 3           | 7:38        | 15          | 81          | 7:22        | VT          | TD à la suite d'une course de 1 yard par RB Trey Edmunds + 1 point de conversion par kicker Joey Slye                                                                                         | 31    | 52    |
| 3           | 4:11        | 1           | 9           | 0:04        | TLS         | TD à la suite d'une course de 9 yards par QB Dane Evans mais la tentative de conversion par kicker Redford Jones échoue                                                                       | 37    | 52    |
| 4           | 11:09       | 6           | 38          | 2:32        | VT          | FG de 41 yards par kicker Joey Slye | 37    | 55    |
| 4           | 7:35        | 9           | 75          | 3:34        | TLS         | TD de 21 yards par WR Joshua Atkinson à la suite d'une réception de passe de QB Dane Evans + 2 points de conversion à la suite d'une passe de QB Dane Evans réceptionnée par Keyarris Garrett | 45    | 55    |
| 4           | 3:47        | 7           | 76          | 2:08        | TLS         | TD de 36 yards par WR Keyarris Garrett à la suite d'une réception de passe de QB Dane Evans + 1 point de conversion par kicker Redford Jones                                                  | 52    | 55    |
| Score final | Score final | Score final | Score final | Score final | Score final | Score final | 52    | 55    |

## Statistiques
| Statistiques par Équipes               | Statistiques par Équipes      | Statistiques par Équipes |
| Statistiques                           | TLS                           | VT                       |
| -------------------------------------- | ----------------------------- | ------------------------ |
| 1er downs                              | 27                            | 30                       |
| Conversion de 3e Down                  | 5/16                          | 8/14                     |
| Conversion de 4e Down                  | 2/3                           | 0/0                      |
| Jeux–yards                             | 83/563                        | 81/598                   |
| Yards à la course                      | 189                           | 254                      |
| Yards à la passe                       | 374                           | 344                      |
| Passes : Réussies-Tentées-Interceptées | 27/44-0                       | 23/38-1                  |
| Réussite en zone rouge/chances         | 5/5                           | 5/6                      |
| TD                                     | 4                             | 4                        |
| Field Goals                            | 1/1                           | 1/1                      |
| Sacks (Nombre-Yards perdus)            | 5 sacks subis/28 yards perdus | 0 sack subi/0 yard perdu |
| Fumbles (Nombre/Perdus)                | 1/0                           | 1/1                      |
| Pénalités (Nombre/Yards perdus)        | 6/44                          | 5/40                     |
| Temps de possession                    | 26:20                         | 33:40                    |

| Meilleurs Joueurs (MVPs) | Meilleurs Joueurs (MVPs) | Meilleurs Joueurs (MVPs) | Meilleurs Joueurs (MVPs) |
| ------------------------ | ------------------------ | ------------------------ | ------------------------ |
| Systèmes                 | Noms                     | Équipes                  | Postes                   |
| Attaque                  | Isaiah Ford              | Virginia Tech            | WR                       |
| Défense                  | Jeremy Brady             | Virginia Tech            | S                        |

| Statistiques Individuelles | Statistiques Individuelles | Statistiques Individuelles                     |
| -------------------------- | -------------------------- | ---------------------------------------------- |
| Quaterbacks                |                            |                                                |
| TLS                        | Evans, D.                  | 27/44, 0 int., 374 yards, 3 TDs, 5 sacks subis |
| VT                         | Brewer, M                  | 23/37, 1 int., 344 yards, 1 TD, 0 sack subi    |
| Meilleurs Coureurs         |                            |                                                |
| TLS                        | Brewer, D.                 | 14 courses pour 105 yards nets gagnés et 2 TDs |
| VT                         | McMillian, T               | 16 courses pour 82 yards nets gagnés et 2 TDs  |
| Meilleurs Receveurs        |                            |                                                |
| TLS                        | Atkinson, J.               | 11 réceptions pour 139 yards et 1 TD           |
| VT                         | Ford, I                    | 12 réceptions pour 227 yards et 1 TD           |
| Meilleurs Tackleurs        |                            |                                                |
| TLS                        | Linscott, M.               | 6 tacles en solo et 5 assistes                 |
| VT                         | Reynolds, M                | 6 tacles en solo et 3 assistes                 |